# Precious Moments
Precious Moments er det andet studiealbum fra den danske sangerinde Sanne Salomonsen. Albummet udkom i 1977 på EMI.

## Spor
| #  | Titel              | Tekst                     | Musik                | Længde |
| -- | ------------------ | ------------------------- | -------------------- | ------ |
| 1. | "Shanghai"         | Tamra Rosanes             | Sanne Salomonsen     | 4:21   |
| 2. | "Precious Moments" | Annette Friis             | Bo Stief, Salomonsen | 5:14   |
| 3. | "Moving On"        | Friis                     | Kasper Winding       | 4:14   |
| 4. | "Misty"            | Erroll Garner             | Garner               | 3:22   |
| 5. | "The Wiseman"      | Rosanes, Palle Mikkelborg | Mikkelborg           | 6:40   |
| 6. | "My Dream"         | Friis                     | Salomonsen           | 4:26   |
| 7. | "Ritha"            | Friis                     | Stief, Salomonsen    | 5:37   |
| 8. | "Secretive Love"   | Rosanes                   | Kenneth Knudsen      | 4:22   |